# Chromodorididae
Chromodorididae je taxonomická čeleď z řádu Doridodea. Jedná se o mořské plže. Jedinci jsou středně velcí a barevní. Vyvážejí se do celého světa, ale většina druhů žije v Indo-Pacifické oblasti. Některé rody ale můžeme nalézt i jinde – např. (Mexichromis, Chromodoris, Glossodoris a Hypselodoris). Všechny rody se živí houbami.

## Vlastnosti
Chromodorididae jsou často protáhlé, poměrně úzké a často mají vysokou patu. „Srst“ je velmi jemná a hladká, v mnoha případech je zabarvena. Okraj hřbetu může být úzký i široký, rhinophory jsou povětšinou kloubové. Kolem řitního otvoru na zadní straně mohou být uspořádané žábry staženy do pochvy žaber. Šneci mají raduly s mnoha zuby.
Zdrojem potravy jsou především houby.
Stejně jako ostatní plži jsou i Chromodorididae hermafroditi.

## Systematika
- Ardeadoris Rudman, 1984
- Berlanguella 1992
- Cadlinella Thiele, 1931
- Ceratosoma J. E. Gray and M. E. Gray, 1850
- Chromodoris Alder and Hacock, 1855 – hvězdnatka
- Digidentis Rudman, 1984
- Diversidoris Rudman, 1987
- Doriprismatica d'Orbigny, 1839
- Durvilledoris Rudman, 1984
- Felimare Ev. Marcus & Er. Marcus, 1967 – hvězdnatka
- Felimida Marcus, 1971
- Glossodoris Ehrenberg, 1831
- Goniobranchus Pease, 1866
- Hypselodoris Stimpson, 1855 – hvězdnatka
- Mexichromis Bertsch, 1977
- Miamira Bergh, 1874
- Noumea Risbec, 1928
- Pectenodoris Rudman, 1984
- Risbecia Odhner, 1934
- Thorunna Bergh, 1878
- Tyrinna Bergh, 1898